# Rhionaeschna dugesi
Rhionaeschna dugesi är en trollsländeart som först beskrevs av Philip Powell Calvert 1905.  Rhionaeschna dugesi ingår i släktet Rhionaeschna och familjen mosaiktrollsländor. IUCN kategoriserar arten globalt som livskraftig. Inga underarter finns listade i Catalogue of Life.